# Bouchon
Bouchon ist eine nordfranzösische Gemeinde mit 158 Einwohnern (Stand 1. Januar 2022) im Département Somme in der Region Hauts-de-France. Die Gemeinde liegt im Arrondissement Amiens und gehört zum Kanton Flixecourt.

## Geographie
Bouchon liegt rund sechs Kilometer südöstlich von Ailly-le-Haut-Clocher und westlich von L’Étoile. Die Gemeinde liegt rechts der Somme, hat jedoch keinen Anteil an der Uferzone. Sie erstreckt sich nach Norden über die Autoroute A16 hinaus bis zur Ruine der Mühle Moulin de Mouflers.

## Geschichte
Beim Bau der Autoroute A16 wurde eine frühgeschichtliche Fundstätte aus der La-Tène-Zeit entdeckt.

## Einwohner
| 1962 | 1968 | 1975 | 1982 | 1990 | 1999 | 2006 | 2011 |
| ---- | ---- | ---- | ---- | ---- | ---- | ---- | ---- |
| 166  | 129  | 145  | 163  | 135  | 140  | 150  | 151  |

## Sehenswürdigkeiten
- Kirche Saint-Pierre, mit gotischem Turm

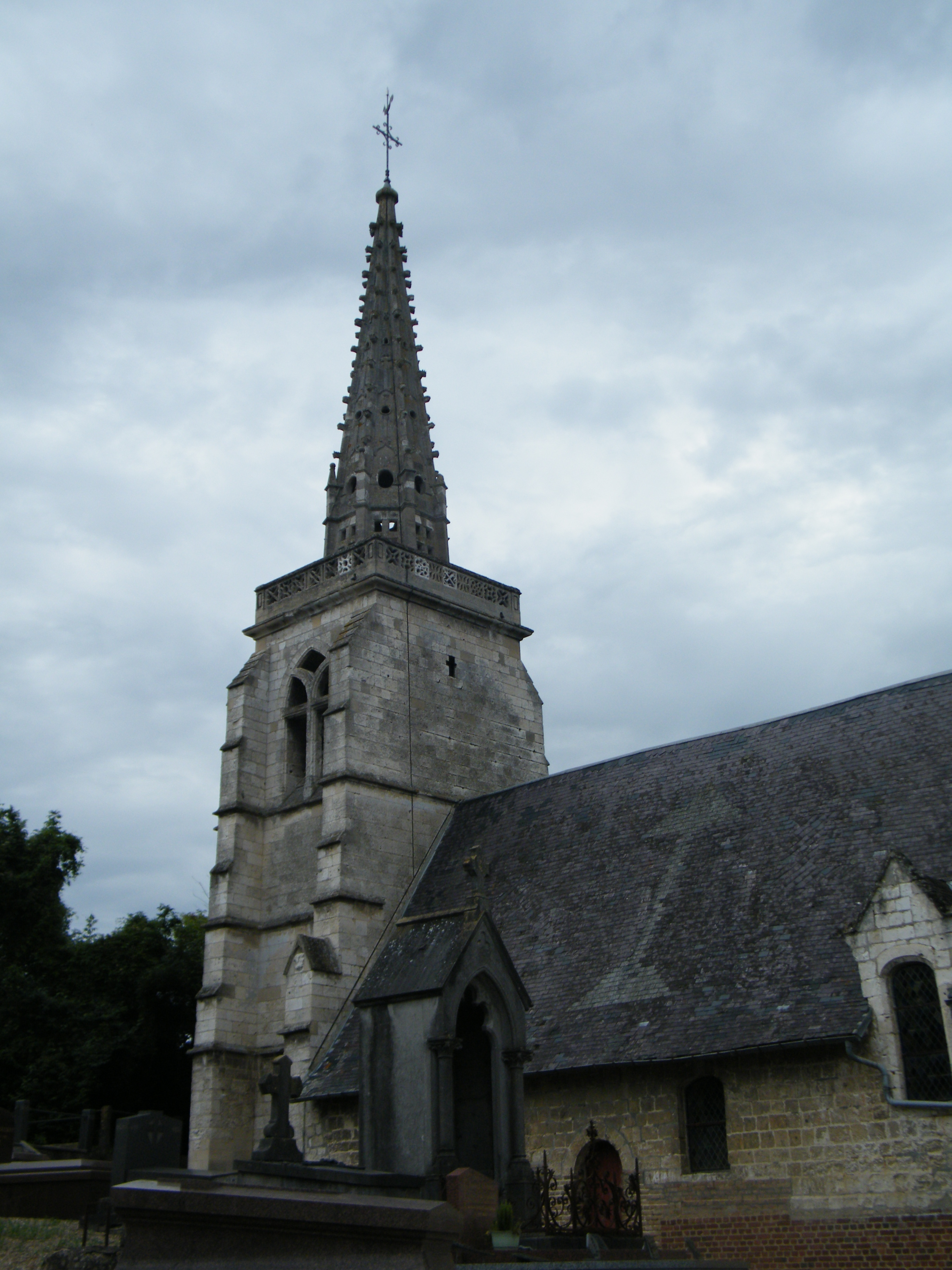
Kirche Saint-Pierre